# التقرير السنوي حول حماية الدستور
التقرير السنوي حول حماية الدستور (بالألمانية: Verfassungsschutzbericht)‏ هو تقرير سنوي عن أنشطة دوائر اليمين المتطرف واليسار المتطرف والإسلامي وأنشطة التجسس في ألمانيا.
على أساس المادة 16 من قانون حماية الدستور الاتحادي، منذ عام 1968، تم نشر التقرير سنويًا من قبل وزارة الداخلية الاتحادية الألمانية نيابة عن وكالة الاستخبارات المحلية، المكتب الفيدرالي لحماية الدستور. في حين أن النظراء على مستوى الولاية، مكاتب الدولة لحماية الدستور تساهم في التقرير السنوي الاتحادي، تنشر معظم الولايات الفيدرالية تقاريرها السنوية الفردية عن منطقة مسؤوليتها الإقليمية. 

## روابط خارجية
- Verfassungsschutzbericht ، Bundesamt für Verfassungsschutz